# Fight the Tide
Fight the Tide é o segundo álbum de estúdio da banda Sanctus Real, lançado a 15 de Junho de 2004.
O álbum atingiu o nº 23 do Top Christian Albums e o nº 38 do Top Heatseekers.

## Faixas
Todas as faixas por Chris Rohman e Matt Hammit, exceto onde anotado.
1. "Everything About You" (Rohman, Hammitt, Goodrum, Tjornhom) - 4:06
2. "The Fight Song" (Hammitt, Goodrum) - 3:39
3. "Alone" - 4:19
4. "Things Like You" (Hammitt) - 4:02
5. "Closer" - 3:54
6. "Change Me" (Hammitt) - 4:12
7. "The Show" - 3:56
8. "Message" - 3:31
9. "Deeds" - 3:08
10. "You Can't Hide" - 3:39
11. "Where Will They Go" - 3:26
12. "Say Goodbye" (Rohman, Hammitt, Tjornhom) - 8:47
13. "Everything About You" (Versão acústica) - 6:22

## Créditos
- Matt Hammit - Vocal
- Chris Rohman - Guitarra
- Mark Graalman - Bateria
- Steve Goodrum - Baixo